# 18-й гвардейский зенитный ракетный полк
18-й гвардейский зенитный ракетный Севастопольско-Феодосийский полк — воинская часть (в/ч 85388) в составе 31-й дивизии ПВО зенитных ракетных войск ВКС РФ. Сформирован в 2014 году после аннексии Крыма Россией на базе 50-го отдельного гвардейского зенитного ракетного полка. Штаб находится в городе Феодосия.

## История

Эмблема 55 зрп 2010—2014 год

Полк ведёт свою историю от противоаэропланной батареи, которая была создана в Севастополе в декабре 1922 года для прикрытия главной базы Черноморского флота. В 1927 году она была преобразована в артиллерийский полк береговой обороны Морских сил Чёрного моря.
В июле 1942 года 61-й зенитный артиллерийский полк передислоцирован в город Поти, с начала сентября 1943 года как 1-й гвардейский зенитный артиллерийский полк выполнял боевую задачу по прикрытию Потийской военно-морской базы Черноморского флота. В августе 1944 года приказом Верховного Главнокомандующего ВС СССР полку было присвоено почётное наименование «Севастопольский». Позже он носил название 1014-го гвардейского зенитного ракетного полка.
В 1961 году полк передислоцирован в город Феодосия.
В декабре 2013 года 50-й зенитный ракетный полк был расформирован и реорганизован в группу дивизионов, подчинён 174-й зенитной ракетной бригаде ВСУ, город Севастополь.
4 марта 2014 года часть была блокирована российскими военными, а позже личный состав части перешёл на сторону Российской Федерации.

### В составе Российской Федерации
В марте 2014 на территории Крыма началось развертывание частей противовоздушной обороны. Вновь сформированный полк вошёл в состав 31-й дивизии ПВО 4-го командования ВВС и ПВО ЮВО. Техника была передана из состава 1537-го зенитного ракетного полка.

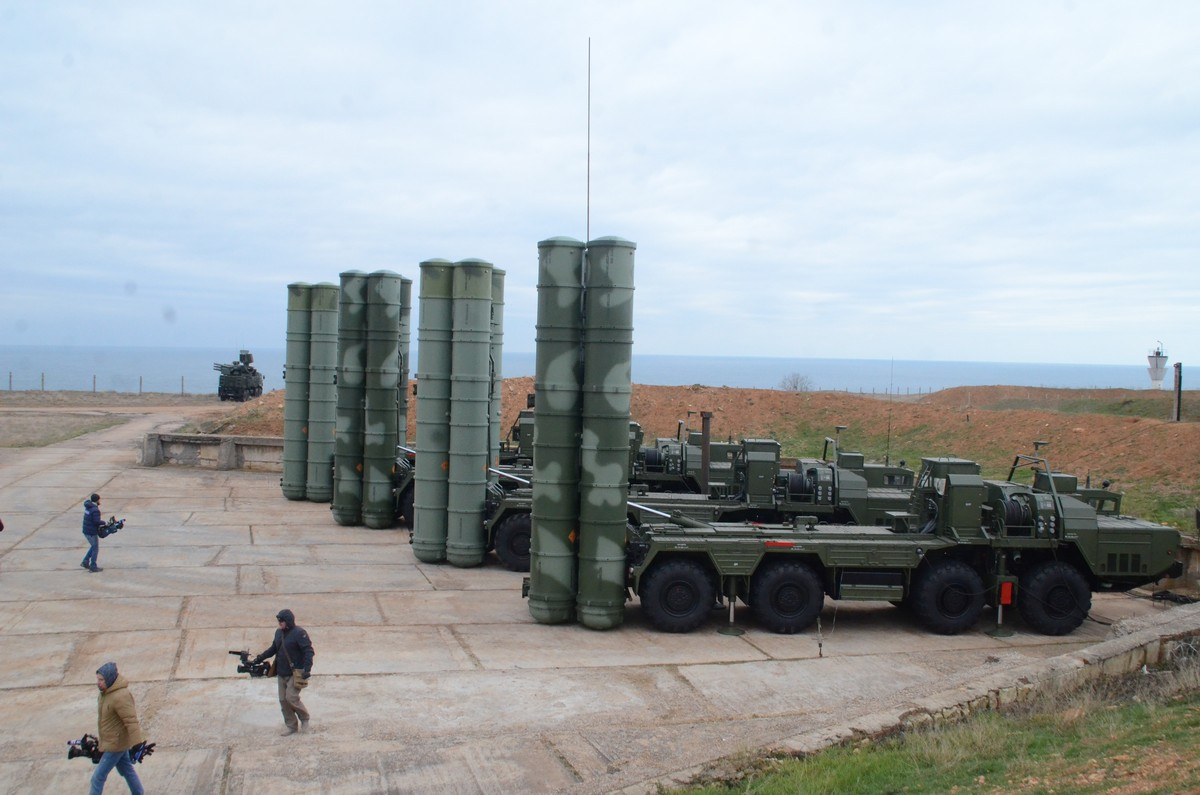
Заступление на боевое дежурство расчётов ЗРК С-400 «Триумф» 18-го гвардейского зенитного ракетного полка 31-й дивизии ПВО.

## Вооружение
- С-75 c 1961 года
- С-200 c 1966 по 2012 год.
- С-300ПС c 1991—2014[4][8]
- С-300ПМ с 2014[2]
- С-400 с 2016[2][9]
- Панцирь-С1 c 2016 года
- БРК «Бастион-П»[2][10]

## Командиры
- Булак М. И. (1922)

61-й зенитный артиллерийский полк Черноморского флота
- Зашихин Г. С. (1929)
- Жилин И. С. (1933)
- подполковник Талащенко И. П. (1937)
- подполковник Горский В. П. (1941—июль 1942)

1-й гвардейский зенитный артиллерийский полк Черноморского Флота
- гвардии майор Семёнов И. С. (1942)
- гвардии подполковник Фёдоров И. И. (1946)

1014-й гвардейский зенитный артиллерийский Севастопольский полк
- гвардии полковник Горбатько Г. М. (1951)
- гвардии полковник Шевчук Д. М. (1952)
- гвардии подполковник Конопатский Д. Н. (1955)
- гвардии подполковник Трофимов Д. Г. (1957)
- гвардии подполковник Абрагин М. Т. (1958)

1014-й гвардейский зенитный артиллерийский Севастопольский полк
- гвардии подполковник Минзуренко С. М. (1963)
- гвардии подполковник Романов А. И. (1968)
- гвардии подполковник Синицин В. П. (1973)
- гвардии подполковник Ляденко Г. Г. (1975)
- гвардии полковник Маздоров М. Н. (1978)
- гвардии полковник Барышев В. И. (1982)
- гвардии полковник Родин Н. И. (1986)
- гвардии полковник Бескровный Д. В. (1992)

50-й гвардейский зенитный ракетный Севастопольско-Феодосийский полк
- гвардии полковник Чеботарёв В. Ю. (2006)
- гвардии полковник Павлюченко В. А. (с 2009)

18-й гвардейский зенитный ракетный полк
- подполковник Андреюшкин С. И. (c 2017)
- полковник Забелин А. А. (c 2019)
- подполковник Хараман В. И. (c 2022)

## Награды
- Гвардейское звание (18.06.1942)[3]
- В августе 1944 года приказом Верховного Главнокомандующего ВС СССР полку было присвоено почётное наименование «Севастопольский».

## На вооружении
По состоянию на 2016 год на вооружении имеются установки ЗРК С-300ПМ. В августе 2016 полк получил на вооружение ЗРС С-400.